# Slejpnersgade
Sleipnersgade er en meget lille gade på Ydre Nørrebro i Mimersgadekvarteret. Slepinersgade løber mellem Mimersgade og få meter nordpå, hvor den møder Heimdalsgade. Den er med til at indkranse Mimersparken.
Gaden er opkaldt efter Sleipner, der i den nordiske mytologi var guden Odins ottebenede hest. Sleipner kunne krydse grænsen mellem de levende og de dødes rige, og navnet betyder da også ”den der går glidende” på oldnordisk.
I 1958 lå der i nr. 2 ”Mejeriet Heimdalshave” ved Arne Seemann. Der boede ved denne lejlighed bl.a. et buntmagerpar, en bogbinder, en dameskrædderinde, en vinduespudser og et par frøkener i gaden.
Slejpnersgade var tidligere navnet på et stykke af Mimersgade. Nemlig det vestligste stykke af Mimersgade, cirka fra jernbaneskæring til jernbaneskæring, der hed gaden ”Slejpnersgade”, fra 1917 til 1931. For så kom hele nuværende Mimersgade til at hedde Mimersgade! Og Slejpnersgade blev til det skrå stykke gade der forbinder Heimdalsgade med Mimersgade.
Slejpnersgade fik sit nuværende navn ved en officiel navngivelse i 1937 (samtidig med bl.a. Overskæringen).
Slejpnersgade 2-10 er en del af karrén Hamletgade 24-26, Heimdalsgade 20. Bygningen har mange træk til fælles med det funktionalistiske byggeri omkring den, dog vil den gerne være lidt finere end den er. Hvor Overskæringen nr. 1-7 har gule striber i de røde mursten, så er karréen i gule og billige mursten. De har bare fået røde striber for at matche genboen! Den røde puds afslører ambitionerne.